# روبرت ايكمان
روبرت ايكمان (بالإنجليزية: Robert Aickman)‏ (27 يونيو 1914- 26 فبراير 1981) هو كاتب إنجليزي خيالي وواقعي ومهتم في الحفاظ على البيئة. ولأنه مهتم في البيئة، يجدر بنا أن نذكر انه شارك في تأسيس رابطة المجاري المائية الداخلية، وهي مجموعة تحافظ على القناة الداخلية في مدينة إنجلترا من التدمير واستعادة النظام فيها. عرف الكاتب ايكمان بخياله الخارق ووصف بغرابة قصصه.
ومدحه الكاتب في ذا تايمز بمقولة من مايك آشلي، يقول "أكثر الانجازات المتعلقة بالكاتب نفسه هو ان يدعى"حكايات غريبة". وقد أوصل لحكاياته من معرفته الهائلة بالغموض والرؤى النفسية وثراء خلفيته والوصف الذي يعد قصصه مع M.R.James ووالتر دولو مير." وقد كتب عنه آشلي بنفسه "كتابات ايكمان لها طعم كطعم النبيذ الرائع. ليس لدي أدنى شك أن عمله سيبقى دائماً مجهول لغالبية القارئين، واعتقد هو يريد فعلاً أن تكون بهذه الطريقة، لقد كتب من قبل ماذا وكيف يريدها أن تكون ليس للجميع. وفي رسالة أخرى قد كتبها ليقول فيها " لقد استلمت قدر كبير من التقدير ولكنه أبدا ليس بنجاح تجاري كبير، وأنا أفكر دائما هل سينشر مجددا أي شي قد كتب من قبلي. من الغريب أن شخصا مثل ايكمان يجد صعوبة في بيع أعماله. ربما الآن، متأخراً جداً لفائدة ايكمان، شخص ما سيكون له إمكانية نشرها." وقد عولجت هذه المشكلة في القرن الواحد والعشرين من قبل برنامج واسع النطاق لإعادة طبع أعمال ايكمان من راي روزيل تحت اسم "صحافة الجحيم" وأعيد طبعها مرات عديدة (مع مقدمات جديدة) في غلاف فابر.

## حياته
ولد ايكمان في مدينة إنجلترا، لندن. والده هو ويليام ارثر ايكمان ووالدته مابل فيوليت مارش. ذكر مايك آشلي ان في ذلك الوقت قد امتثل من هذا الذي في الرعب وخيال الخيال. وقد اعترض ايكمان على إدراج تاريخ ولادته، بالمقابل قال انه يجب على الجميع قراءة "ايكمان، روبرت.رجل الغموض." "ذاك"، قال انه سيكون مفيدا ويجب أن أوافق عليها تماما". من جانب والدته، كان ايكمان الروائي ريتشارد مارش (1915-1857)، معروف من قصته الغامضة المثيرة "الخنفساء" (1897)، وكتاب مشهور في وقته عرف "دراكولا برام ستوكر." وكان متورط في التحقيق الشهير في مثله الشهير، صيد برولي ركتوري. ودليل آخر على طول إعجابه بالخيال الخارق هو عضويته في جمعية أبحاث روحية وأشير إليها في رسالته إلى مايك آشلي،" ما اثر على الأشياء التي حدثت لي ومصادر إيحائي هي كثيرة فعلا على أن تكتب في رسالة. إذا كنت تود متابعة مثل هذه المواضيع، سأكون سعيداً لمحادثتك". وللأسف تلك المحادثة لم تحدد ولكن آشلي لاحظ أن بداية حياة ايكمان كانت تتضمن مجموعة خيالات خارقة والتي تجدونها مفصلة في autography, The attempted rescue (Gollanz,1966).
قد تدرب بشكل أساسي في الهندسة المعمارية من مهنة والده. في بداية سطور عمل the attempted rescue، ايكمان وصف والده «بأقدم رجل عرفته إطلاقاً».
عن شخصية ايكمان، قالت إليزابيث جين هوارد في مقابلة 2011 في بلوق صحافة الجحيم، انه «يكره الأطفال» وان طفولته «قد أخبرها عن طفولته ولكن اعتقد انه يبالغ فيها. لقد زرت ذلك المنزل في مدينة ستانمور الذي ترعرع فيه، وكانت أمه قد غادرت وتركته، قد يكون ذلك اثر عليه بشكل أكبر مما يعتقد. كان يقرأ في ذلك الوقت في سن الرابعة وقد ذهب إلى مدارس جيدة جداً. مدرسة هاي قيت كانت جيدة كفاية. اعتقد ان طفولته وحيدة تماماً... قد يكون جداً صعب ومحير، أو قد يكون جذاب جداً. من المؤكد انه حصل على هدية من الثرثرة.»
ايكمان تزوج الوكيلة الأدبية وكاتبة قصص الأطفال ايديث راي غريغرسون (1983-1914) (تعرف ب«راي») من 1941 إلى 1957 . الفت ليميول (صورت من قبل بيتر سكوت، وزوج إليزابيث جين هوارد، ومع الذين كانوا على علاقة مع ايكمان) وتيموثي ترامكار.
كان المسؤول عن الاتجاه العام لمهرجان وسوق ماربورغ الناجح جداً للقوارب واليخوت والذي قد زاره أكثر من 50,000 زائر. هذا وقد تصدر في عام 1962 عندما قاد حفل ذا ووتر بورن بالألعاب النارية في لندن لمهرجان مع جمهور يصل إلى 100,000.
مع اهتمامه الشديد بالمرح، والبالية، والموسيقى، ايكمان كان الرئيس على مجمع أوبرا في لندن (69-1954) ونشط في نادي أوبرا لندن، باليه مينيرفا، وشركة ميكرون للمسرح (شركة تقوم على تنفيذ طرق تجول في قناة ممرات مائية في دولة بريطانيا).
في منتصف السبعينات، عاش ايكمان في شقة في ويلوغابي هاوس في ولاية باربيكان. في عام 1977 انتقل إلى شقة في حدائق جليدهوو، وعاش في ايرلز كورت حتى وفاته.
أصيب بالسرطان في شتاء 1979. وقد رفض ان يكون علاجه تقليدي واستشارة مختص. وقد خطط للذهاب إلى الولايات في خريف 1980 للحصول على جائزة الخيال ولكنه كان مريض جداً لايمكنه السفر، على الرغم من الحشود في الصيف. توفي في المستشفى الملكي في لندن للطب المتكامل في 26 فبراير 1981. ظهرت التعازي في ذا تايمز في 28 فبراير. بعدها كان هناك حفل تذكاري في المجمع الملكي للفن، والذي كان للناس المعروفين من ضمنهم حضر السيد بيتر سكوت الذي قد أرسل تحيته إليه.

## المحفوظات
ايكمان هو الأحق بالذكر لمشاركته في تأسيس رابطة المجاري المائية الداخلية وهي مجموعة استعادة والحفاظ عليها في مدينة إنجلترا ثم أهملت إلى حد كبير إلى نظام القناة الداخلية.
وقد أشعل الرابطة رسالة من ايكمان إلى L.T.C.Rolt متبوعة بنشر الكتاب الناجح جداً «سهم السفينة» من رولت في سنة 1944، يصف الانخفاض الكبير الغير معروف في القنوات البريطانية. وأجري اجتماع ايناوجوارل في 15 فبراير 1946 في مدينة لندن مع ايكمان كرئيس ورولت كالأمين الفخري.
The IWA نظمت حملات ناجحة قد جذبت الداعمين، من ضمنهم الكاتب البرلماني هيربرت كالرئيس وبيتر سكوت كنائب الرئيس وزوجته إليزابيث جين هوارد كانت السكرتارية النائبة، تعمل في شقة ايكمان في قاور ستريت وكانت على علاقة بايكمان، والتي وصفتها في الاوتوبيوغرافي slipstream (macmillan,2002).
ايكمان بدأ في الحصول على مرفوضات سياسية مع رولت. أراد ايكمان من الحملة ان تكمل كل قنوات الماء مفتوحة. والرفض جاء عام، ايكمان نظم The IWA السفينة الأولى في مهرجان أغسطس عام 1950. وقد دعا رولت للحضور ورفع شأن كتابة قنوات المجاري والمياه الداخلية في مدينة إنجلترا وقد حضر رولت والناشر ايضاً فيليب انوين. ايكمان صمم على تغيير القواعد إلى طلب كل الأعضاء لقبول مدراء IWA. وفي بداية 1951 رولت والآخرين قد استبعدوا من العضوية. وقد نشر ايكمان كتابين واقعيين عن مجاري المياه في 1955.
The IWA قد اعتمدت أعظم نجاح في الحفاظ على البيئة وتنظيمها في تاريخ دولة بريطانيا. نجاح يتضمن استعادة وإعادة فتح معظم قنوات الاتصال العامة.

## كتاباته
الخيال: ككاتب، عرف ايكمان معرفه جيده ل48 قصه غريبة والتي تم نشرهم في 8 خزائن، وواحده منهم بعد وفاته.المجموعة الامريكيه «رسمة الشياطين» تتضمن مجموعة قصص والتي بالفعل قد تم كتابتها في كتب أخرى من قبل.
وبعد ثلاث قصص ضهرت فيه "نحنو للظلام" (1954)وتقريبا ضهرت قصص قصيرة في المجلات ومختارات طول الخمسينات. ولكن ارتباطات ايكمان مع مجتمعاته العدة قد ردة عن أي كتابه على المدى الطويل. في عام 1964، أتت هذه القصص كنقطه تحول، مع تبطين قليل في راوية "المفطرون المتأخرون"قصه من مجموعه "إدخالات الظلام"وأول كتاب فونتانا من قصص الشبح الكبير والتي أعدها للخزائن الثامنيه. "هؤلاء، لمن أراد ان يعرف أكثر عني". كتبها ايكمان في عام 1965،"ينبغي ان تغرق تحت سطح التافهة "المفطرون المتأخرون". بداية لآداب كوميديه، أنها خطورة مرحه تتلاشى لبطء في تباين واستئذان إلى أسطوره يونانيه أحبطت الحب.
ومجموعاته التالية كانت «قوه الظلام» (1966)، «سوب روزا»(1968)، «يد باردة في يدي» (1976)«حكايات من الحب والموت»(1977)، «عمليات الاقتحام»(1980).
«يد باره في يدي» و«رسمة الشياطين» ظهرت رسومات ستره غبار من المصور ادوارد غوري. أغسطس ديرلف أشار إلى أرخام هاوس يجب ان ينشر كتاب لأشهر قصص ايكمان. ولكن لم يكن بمقدوره مقابله الكتاب وسحب الاقتراح. المجموعة الاصليه للكتب القصيرة نادرة جدا، نسخ الولايات المتحدة لمجموعه «يد باردة في يدي» وفيرة جداً.
نموذج: رواية الخيال (نيويورك: اربور هاوس، 1987) كانت رواية لم تنشر في حياته. ايكمان كان يأمل ان يظهر عمله من قبل ادوارد غوري. قال مايك اشلي "ايكمان يعاني من قله الناشرين لأعماله تقريباً 35,000 كلمه.
وراويه أخرى تحت عنوان «عد عند الواحدة» لم تنشر وهي تحت عمل S.T.Joshi ويمكن ان تنشر. وأيضاً قصه قصيره لم تنشر «أجرى جولة كاملة» ظهرت في صحافه الجحيم في عام 2005. في عام 1975، ايكمان استقبل«جائزة عالم الخيال» لقصه القصيرة «صفحات من رحله فتاه صغيره». هذه القصة ظهرت في عام 1973 شهر فبراير في مجلة الخيال والخيال العلمي. وقد طبعت مجددا في«يد باردة في يدي».
كانت الفرحة هائلة للفوز بهذه الجائزة بالنسبة لايكمان وبنفس الوقت قرر أنها أفضل قصه كتبت من قبله.
في عام 1981، سنه وفاته، ايكمان كان قد فاز بجائزة الخيال البريطاني لقصه «البقع» والتي كان أول ظهور لها في مختارات نيوتيرورز (لندن: بان،1980) عدلت من قبل رامسي كامبيل. وظهرت لاحقا بعد وفاته في «أصوات الليل».
الواقعي:
ايكمان كتب مذكرتان "the attempted rescue" و «النهر يركض في شقاء» قصه عن النجاح والفشل (بورتون-اون-ترنت: بيرسون،1986). في عام 2001، صحيفة الجحيم أعدت إصدار جديد مع مقدمة جديدة من الكاتب وايكمان متحمس جيرمي دايسون على مربع الكوميديا البريطانية «جامعة السادة».
بعد وقت، قدم ايكمان كناقد مسرح في القرن التاسع عشر وبعده. له ملاحظات لم توجد حتى الآن في شكل كتاب. وأيضا له كتابات متعلقان بأنشطته «أعرف مجاري مياهك» و «قصة مجاري مياهنا الداخلية». (جميعهم عام 1955).

## أعماله الغير منشورة
غير «عد عند الواحدة» المسبوق ذكرها، ايكمان نشر عدد من كتب أخرى لم يتم نشرها. تتضمن قصائد آلونز فورايرور، «واجب والجولة الذهبية» كتاب آخر، عمل فلسفي تحت عنوان «ترياق» مواقف متعارضة تصل إلى 1000 صفحة في مخطوطة. طبعات من هذه النماذج محفوظة، مثل جميع أوراق ايكمان في مجموعة روبرت ايكمان في جامعة بولينق قرين، أوهايو.

## وظيفته كمحرر
بجانب كتابته لقصصه، ايكمان حرر أول ثمان خزائن لكتاب فوناتا وقصص الشبح الكبير بين عام 1964 وعام 1972. كان مؤسس لتحرير كولنز من قبل كريستين برنارد. اختار ست قصص كتبت من قبله لإدراجها على مدى السلسلة. الخزينة الرابعة والسادسة نادرة في حكاياته. وقد أضاف مقدمة لكل خزينة إلا الخزينة السادسة.

## روابط خارجية
- روبرت ايكمان على موقع IMDb (الإنجليزية)
- روبرت ايكمان على موقع قاعدة بيانات الفيلم (الإنجليزية)